# Мартін Сінкович
Мартін Сінкович  (хорв. Martin Sinković, 10 листопада 1989) — хорватський веслувальник, триразовий олімпійський чемпіон та медаліст, чотириразовий чемпіон світу, чемпіон Європи.  

## Виступи на Олімпіадах
| Олімпіада   | Дисципліна     | Місце |
| ----------- | -------------- | ----- |
| Лондон 2012 | четвірка парна | 2     |
| Ріо 2016    | двійка парна   | 1     |
| Токіо 2020  | двійка         | 1     |
| Париж 2024  | двійки         | 1     |

## Зовнішні посилання
- Досьє на sport.references.com [Архівовано 3 грудня 2016 у Wayback Machine.]

1. ↑  Martin Sinkovic